# Dipterophlebiodes
Dipterophlebiodes is een geslacht van haften (Ephemeroptera) uit de familie Leptophlebiidae.

## Soorten
Het geslacht Dipterophlebiodes omvat de volgende soorten:
- Dipterophlebiodes sarawacensis